# Anne Elisabeth Gottrau
Anne Elisabeth Gottrau (nacida el 25 de diciembre de 1607 en Friburgo - 26 de noviembre de 1657, ibidem) fue una mística y religiosa suiza.
Gottrau nació en 1607 fue hija de Elisabeth de Reyff y Jost, miembro del Consejo de los Doscientos. En 1623 ingresó a la abadía cisterciense y en 1627 tomó los votos religiosos.
Murió en nombre de un santo. De 1654 a 1657 tuvo éxito como abadesa Anne Techtermann (1607-1654) en la Abadía Magerau, a la que había ingresado en 1623.